# Wendell (ur. 1993)
Wendell Nascimento Borges (ur. 20 lipca 1993 w Fortalezie) – brazylijski piłkarz występujący na pozycji lewego obrońcy w portugalskim klubie FC Porto. Wychowanek Iraty SC, w trakcie swojej kariery grał także w takich zespołach jak Londrina, Paraná Clube, Grêmio oraz Bayer Leverkusen. Młodzieżowy reprezentant Brazylii.